# Australien i olympiska sommarspelen 1992
Australien deltog i de olympiska sommarspelen 1992 med en trupp bestående av 279 deltagare, som tillsammans tog 27 medaljer.

## Basket
Herrar
Gruppspel
| Nr | Lag         | S | V | O | F | GM  | IM  | MS   | P |
| -- | ----------- | - | - | - | - | --- | --- | ---- | - |
| 1  | OSS         | 5 | 4 | 0 | 1 | 425 | 373 | +52  | 9 |
| 2  | Litauen     | 5 | 4 | 0 | 1 | 481 | 424 | +57  | 9 |
| 3  | Australien  | 5 | 3 | 0 | 2 | 432 | 396 | +36  | 8 |
| 4  | Puerto Rico | 5 | 3 | 0 | 2 | 445 | 440 | +5   | 8 |
| 5  | Venezuela   | 5 | 1 | 0 | 4 | 392 | 427 | −35  | 6 |
| 6  | Kina        | 5 | 0 | 0 | 5 | 381 | 496 | −115 | 5 |

| Hemma \ Borta | Australien | Kina   | OSS    | Litauen | Puerto Rico | Venezuela |
| Australien    | —          | 88–66  | 63–85  | 87–98   | 116–76      | 78–71     |
| Kina          | 66–88      | —      | 84–100 | 75–112  | 68–100      | 88–96     |
| OSS           | 85–63      | 100–84 | —      | 92–80   | 70–82       | 78–64     |
| Litauen       | 98–87      | 112–75 | 80–92  | —       | 104–91      | 87–79     |
| Puerto Rico   | 76–116     | 100–68 | 82–70  | 91–104  | —           | 96–82     |
| Venezuela     | 71–78      | 96–88  | 64–78  | 79–87   | 82–96       | —         |

Slutspel
|  | Kvartsfinaler | Kvartsfinaler |              |     | Semifinaler | Semifinaler |            |            | Final      | Final |
|  | 0             | 0             | 0            | 0   | 0           | 0           | 0          | 0          | 0          | 0     |
|  |               |               | 0            | 0   |             |             | 0          | 0          |            |       |
|  |               |               | 0            | 0   |             |             | 0          | 0          |            |       |
|  | 0 USA         | 0115          | 0            | 0   |             |             | 0          | 0          |            |       |
|  | 0 USA         | 0115          | 0            | 0   |             |             | 0          | 0          |            |       |
|  | 0 Puerto Rico | 077           | 0            | 0   |             |             | 0          | 0          |            |       |
|  | 0 Puerto Rico | 077           | 0            | 0   | 0 USA       | 0127        | 0          | 0          |            |       |
|  |               |               | 0            | 0   | 0 USA       | 0127        | 0          | 0          |            |       |
|  | 0             | 0 Litauen     | 0            | 076 | 0           |             |            | 0          |            |       |
|  | 0             | 0 Litauen     | 0            | 076 | 0           | 0 Litauen   | 0114       | 0          |            |       |
|  | 0             |               |              |     |             | 0 Litauen   | 0114       | 0          |            |       |
|  | 0             | 0 Brasilien   | 096          | 0   |             |             |            | 0          |            |       |
|  | 0             | 0 Brasilien   | 096          | 0   | 0 USA       | 0117        |            | 0          |            |       |
|  | 0             |               |              | 0   | 0 USA       | 0117        |            | 0          |            |       |
|  | 0             | 0             | 0 Kroatien   | 0   | 085         |             |            |            |            |       |
|  | 0             | 0             | 0 Kroatien   | 0   | 085         | 0 OSS       | 083        |            |            |       |
|  | 0             | 0             |              |     |             |             | 083        |            |            |       |
|  | 0             | 0             | 0 Tyskland   | 076 | 0           |             |            |            |            |       |
|  | 0             | 0             | 0 Tyskland   | 076 | 0           | 0 OSS       | 074        | Bronsmatch | Bronsmatch |       |
|  | 0             | 0             |              |     | 0           | 0 OSS       | 074        | Bronsmatch | Bronsmatch |       |
|  | 0             | 0             | 0 Kroatien   | 075 | 0           | 0           |            |            |            |       |
|  | 0             | 0             | 0 Kroatien   | 075 | 0           | 0           | 0 Kroatien | 098        | 0 OSS      | 078   |
|  | 0             | 0             |              |     | 0           | 0           | 0 Kroatien | 098        | 0 OSS      | 078   |
|  | 0             | 0             | 0 Australien | 065 | 0           | 0           | 0 Litauen  | 082        |            |       |
|  | 0             | 0             | 0 Australien | 065 | 0           | 0           | 0 Litauen  | 082        |            |       |
|  |               |               |              |     |             |             |            |            |            |       |
|  |               |               |              |     |             |             |            |            |            |       |

## Bågskytte
Herrarnas individuella
- Grant Greenham — Åttondelsfinal, 16:e plats (1-1)
- Simon Fairweather — Sextondelsfinal, 25:e plats (0-1)
- Scott Hunter-Russell — Rankningsrunda, 48:e plats (0-0)

Herrarnas lagtävling
- Greenham, Fairweather och Hunter-Russell — Kvartsfinal, 7:e plats (1-1)

## Cykling
Damernas linjelopp
- Kathryn Watt
  - Final — 2:04:42 (→  Guld)

- Kathleen Shannon
  - Final — 2:05:03 (→ 7:e plats)

- Jacqui Uttien
  - Final — 2:05:03 (→ 13:e plats)

## Fotboll
Herrar
Gruppspel
|                | Spelade | Vinster | Oavgjorda | Förluster | Gjorda mål | Insläppta mål | Poäng |
| -------------- | ------- | ------- | --------- | --------- | ---------- | ------------- | ----- |
| Ghana U23      | 3       | 1       | 2         | 0         | 4          | 2             | 4     |
| Australien U23 | 3       | 1       | 1         | 1         | 5          | 4             | 3     |
| Mexiko U23     | 3       | 0       | 3         | 0         | 3          | 3             | 3     |
| Danmark U23    | 3       | 0       | 2         | 1         | 1          | 4             | 2     |

Slutspel
|  | Kvartsfinal             | Kvartsfinal          |                      |   | Semifinal            | Semifinal            |   |  | Final | Final |
|  |                         |                      |                      |   |                      |                      |   |  |       |       |
|  | August 1 - Valencia     |                      |                      |   |                      |                      |   |  |       |       |
|  |                         |                      |                      |   |                      |                      |   |  |       |       |
|  | Spanien U23             | 1                    |                      |   |                      |                      |   |  |       |       |
|  | Spanien U23             | 1                    | August 5 - Valencia  |   |                      |                      |   |  |       |       |
|  | Italien U23             | 0                    |                      |   |                      |                      |   |  |       |       |
|  | Italien U23             | 0                    | Spanien U23          | 2 |                      |                      |   |  |       |       |
|  | August 1 - Barcelona    |                      | Spanien U23          | 2 |                      |                      |   |  |       |       |
|  |                         | Ghana U23            | 0                    |   |                      |                      |   |  |       |       |
|  | Paraguay U23            | Ghana U23            | 0                    | 2 |                      |                      |   |  |       |       |
|  | Paraguay U23            |                      | August 8 - Barcelona | 2 |                      |                      |   |  |       |       |
|  | Ghana U23               | 4                    |                      |   |                      |                      |   |  |       |       |
|  | Ghana U23               | 4                    | Polen U23            | 2 |                      |                      |   |  |       |       |
|  | August 2 - Zaragoza     |                      | Polen U23            | 2 |                      |                      |   |  |       |       |
|  |                         | Spanien U23          | 3                    |   |                      |                      |   |  |       |       |
|  | Polen U23               | Spanien U23          | 3                    | 2 |                      |                      |   |  |       |       |
|  | Polen U23               | August 5 - Barcelona |                      | 2 |                      |                      |   |  |       |       |
|  | Qatar U23 (förlängning) | 0                    |                      |   |                      |                      |   |  |       |       |
|  | Qatar U23 (förlängning) | 0                    | Polen U23            | 6 | Bronsmatch           | Bronsmatch           |   |  |       |       |
|  | August 2 - Barcelona    |                      | Polen U23            | 6 | Bronsmatch           | Bronsmatch           |   |  |       |       |
|  |                         | Australien U23       | 1                    |   | August 7 - Barcelona | August 7 - Barcelona |   |  |       |       |
|  | Sverige U23             | Australien U23       | 1                    | 1 | August 7 - Barcelona | August 7 - Barcelona |   |  |       |       |
|  | Sverige U23             |                      |                      |   |                      | Australien U23       | 0 |  |       |       |
|  | Australien U23          | 2                    |                      |   |                      | Australien U23       | 0 |  |       |       |
|  | Australien U23          | 2                    | Ghana U23            | 1 |                      |                      |   |  |       |       |
|  |                         |                      | Ghana U23            | 1 |                      |                      |   |  |       |       |

## Friidrott
Herrarnas 200 meter
- Dean Capobianco
  - Heat — 20,86
  - Kvartsfinal — 20,61 (→ gick inte vidare, 17:e plats)

Herrarnas 400 meter
- Mark Garner
  - Heat — 46,26
  - Kvartsfinal — 46,85 (→ gick inte vidare, 28:e plats)

Herrarnas 400 meter häck
- Simon Hollingsworth
  - Heat — 49,74 (→ gick inte vidare, 22:e plats)

Herrarnas maraton
- Robert de Castella
  - Final — 2:17,44 (→ 26:e plats)

- Steve Moneghetti
  - Final — 2:23,42 (→ 48:e plats)

Herrarnas 20 kilometer gång
- Nick A'Hern
  - Final — 1:31:39 (→ 22:e plats)

- Andrew Jachno
  - Final — 1:36:49 (→ 31:e plats)

Herrarnas 50 kilometer gång
- Simon Baker
  - Final — 4:08:11 (→ 19:e plats)

Herrarnas höjdhopp
- Tim Forsyth
  - Kval — 2,26 m
  - Final — 2,34 m (→  Brons)

- Lochsley Thomson
  - Kval — 2,20 m (→ gick inte vidare, 19:e plats)

- David Anderson
  - Kval — 2,15 m (→ gick inte vidare, 31:e plats)

Herrarnas längdhopp
- David Culbert
  - Kval — 8,00 m
  - Final — 7,73 m (→ 11:e plats)

Herrarnas släggkastning
- Sean Carlin
  - Kval — 75,90 m
  - Final — 76,16 m (→ 8:e plats)

Herrarnas diskuskastning
- Werner Reiterer
  - Kval — 62,20 m
  - Final — 60,12 m (→ 10:e plats)

Herrarnas stavhopp
- Simon Arkell
  - Kval — 5,30m (→ gick inte vidare, 22:a plats)

Herrarnas tiokamp
- Dean Smith
  - Final Result — 7703 poäng (→ 19:e plats)

Damernas 100 meter
- Kerry Johnson
  - Heat — 11,62
  - Kvartsfinal — 11,59 (→ gick inte vidare, 19:e plats)

- Melinda Gainsford-Taylor
  - Heat — 11,57
  - Kvartsfinal — 11,67 (→ gick inte vidare, 24:e plats)

Damernas 200 meter
- Melinda Gainsford-Taylor
  - Heat — 23,18
  - Kvartsfinal — 23,03
  - Semifinal — 23,03 (→ gick inte vidare, 13:e plats)

- Melissa Medlicott
  - Heat — 23,86 (→ gick inte vidare, 30:e plats)

Damernas 400 meter
- Michelle Lock
  - Heat — 52,49
  - Kvartsfinal — 51,71
  - Semifinal — 50,78 (→ gick inte vidare, 11:e plats)

- Renee Poetschka
  - Heat — 52,85
  - Kvartsfinal — 52,05
  - Semifinal — 52,09 (→ gick inte vidare, 15:e plats)

- Cathy Freeman
  - Heat — 53,70
  - Kvartsfinal — 51,52 (→ gick inte vidare, 17:e plats)

Damernas 3 000 meter
- Krishna Stanton
  - Heat — 9:00,62 (→ gick inte vidare, 22:a plats)

Damernas 10 000 meter
- Susan Hobson
  - Heat — 32:53,61 (→ gick inte vidare, 21:a plats)

Damernas 4 x 100 meter stafett
- Melinda Gainsford-Taylor, Kerry Johnson, Melissa Medlicott och Kathy Sambell
  - Heat — 43,49
  - final — 43,77 (→ 6:e plats)

Damernas 4 x 400 meter stafett
- Susan Andrews, Cathy Freeman, Michelle Lock och Renee Poetschka
  - Heat — 3:25,68
  - Final — 3:26,42 (→ 7:e plats)

Damernas maraton
- Lisa Ondieki
  - Final — fullföljde inte (→ ingen notering)

Damernas 10 kilometer gång
- Kerry Junna-Saxby
  - Final — 46:01 (→ 15:e plats)

- Gabrielle Blythe
  - Final — 50:13 (→ 31:a plats)

Damernas 400 meter häck
- Gail Luke
  - Heat — 58,32 (→ gick inte vidare, 23:e plats)

Damernas höjdhopp
- Alison Inverarity
  - Kval — 1,92 m
  - Final — 1,91 m (→ 8:e plats)

Damernas längdhopp
- Nicole Boegman
  - Kval — ingen notering (→ gick inte vidare, ingen placering)

Damernas diskuskastning
- Daniela Costian
  - Heat — 65,94m
  - Final — 66,24m (→  Brons)

Damernas spjutkastning
- Louise Currey
  - Heat — 60,56m
  - Final — 56,00m (→ 11:e plats)

- Sue Howland
  - Heat — startade inte (→ ingen placering)

Damernas sjukamp
- Jane Flemming
  - Slutligt resultat — fullföljde inte (→ ingen placering)

## Fäktning
Herrarnas värja
- Robert Davidson
- Scott Arnold

## Landhockey
Herrar
Gruppspel
| Lag            | P | W | D | L | GF | GA | GD  | Poäng |
| -------------- | - | - | - | - | -- | -- | --- | ----- |
| Australien     | 5 | 4 | 1 | 0 | 20 | 2  | +18 | 9     |
| Tyskland       | 5 | 4 | 1 | 0 | 16 | 4  | +12 | 9     |
| Storbritannien | 5 | 3 | 0 | 2 | 7  | 10 | –3  | 6     |
| Indien         | 5 | 2 | 0 | 3 | 4  | 8  | –4  | 4     |
| Argentina      | 5 | 1 | 0 | 4 | 3  | 12 | –9  | 2     |
| Egypten        | 5 | 0 | 0 | 5 | 4  | 18 | –14 | 0     |

Slutspel
|  | Semifinaler   | Semifinaler |   |               | Final      | Final |  |
|  |               |             |   |               |            |       |  |
|  | 5 augusti     |             |   |               |            |       |  |
|  | Australien    | 3           |   |               |            |       |  |
|  | Nederländerna | 2           |   |               |            |       |  |
|  |               |             |   |               |            |       |  |
|  |               |             |   |               | 8 augusti  |       |  |
|  |               |             |   |               | Australien | 1     |  |
|  |               | Tyskland    | 2 |               |            |       |  |
|  |               |             |   |               |            |       |  |
|  |               |             |   |               |            |       |  |
|  |               |             |   |               | Bronsmatch |       |  |
|  | 5 augusti     | 5 augusti   |   | 8 augusti     | 8 augusti  |       |  |
|  | Tyskland      | 2           |   | Nederländerna | 3          |       |  |
|  | Pakistan      | 1           |   |               | Pakistan   | 4     |  |

Damer
Gruppspel
| Lag        | Spelade | W | D | L | GF | GA | GD | Poäng |
| ---------- | ------- | - | - | - | -- | -- | -- | ----- |
| Tyskland   | 3       | 2 | 1 | 0 | 7  | 2  | +5 | 5     |
| Spanien    | 3       | 2 | 1 | 0 | 5  | 3  | +2 | 5     |
| Australien | 3       | 1 | 0 | 2 | 2  | 2  | 0  | 2     |
| Kanada     | 3       | 0 | 0 | 3 | 1  | 8  | –7 | 0     |

## Modern femkamp
Herrarnas individuella tävling
- Gavin Lackey → 30:e plats (5 111 poäng)
- Colin Hamilton → 58:e plats (4 594 poäng)
- Alex Watson → 63:e plats (4 279 poäng)

Herrarnas lagtävling
- Lackey, Hamilton och Watson → 16:e plats (13 984 poäng)

## Segling
Herrarnas lechner
- Lars Kleppich
  - Slutligt resultat — 98,7 poäng (→  Brons)

Damernas lechner
- Fiona Taylor
  - Slutligt resultat — 136,0 poäng (→ 10:e plats)

Damernas 470
- Jennifer Lidgett och Ady Bucek
  - Slutligt resultat — 80,4 poäng (→ 9:e plats)

## Simhopp
Herrarnas 3 m
- Michael Murphy
  - Kval — 381,33 poäng
  - Final — 611,97 poäng (→ 4:e plats)
- Simon McCormack
  - Kval — 358,05 poäng (→ Gick inte vidare, 16:e plats)

Herrarnas 10 m
- Craig Rogerson
  - Kval — 388,83 poäng
  - Final — 458,43 poäng (→ 12:e plats)
- Michael Murphy
  - Kval — 371,88 (→ Gick inte vidare, 13:e plats)

Damernas 3 m
- Jennifer Donnet
  - Kval — 272,64 (→ Gick inte vidare, 15:e plats)
- Rachel Wilkes
  - Kval — 254,31 (→ Gick inte vidare, 22:a plats)

Damernas 10 m
- Vyninka Arlow
  - Final — 365,88 poäng (→ 10:e plats)
- April Adams
  - Final — 342,39 poäng (→ 11:e plats)

## Tennis
Herrsingel
- Wally Masur
  - Första omgången — Förlorade mot Pete Sampras (USA) 1-6, 6-7, 4-6
- Richard Fromberg
  - Första omgången — Förlorade mot Michael Stich (Tyskland) 3-6, 6-3, 1-6, 6-3, 3-6
- Todd Woodbridge
  - Första omgången — Förlorade mot Emilio Sánchez (Spanien) 1-6, 6-7, 2-6

Herrdubbel
- John Fitzgerald och Todd Woodbridge
  - Första omgången — Besegrade Roger Smith och Mark Knowles (Bahamas) 6-2, 6-3, 6-7, 4-6, 6-3
  - Andra omgången — Förlorade mot Leander Paes och Ramesh Krishnan (Indien) 4-6, 5-7, 6-4, 1-6

Damsingel
- Nicole Provis
  - Första omgången — Besegrade Katia Piccolini (Italien) 6-1 6-0
  - Andra omgången — Förlorade mot Sabine Appelmans (Belgien) 2-6 1-6
- Jenny Byrne
  - Första omgången — Förlorade mot Raffaella Reggi-Concato (Italien) 4-6 6-7
- Rachel McQuillan
  - Första omgången — Förlorade mot Sabine Appelmans (Belgien) 3-6, 3-6